# Нурагус
Нурагус (итал. Nuragus) — коммуна в Италии, располагается в регионе Сардиния, в провинции Кальяри.
Население составляет 1025 человек (2008 г.), плотность населения составляет 52 чел./км². Занимает площадь 20 км². Почтовый индекс — 8030. Телефонный код — 0782.
Покровительницей коммуны почитается святая равноапостольная Мария Магдалина, празднование 22 июля.

## Демография
Динамика населения:

## Администрация коммуны
- Официальный сайт: https://web.archive.org/web/20060810095525/http://www.comunenuragus.com/